# Карел Рахунек
Карел Рахунек (чеськ. Karel Rachůnek; 27 серпня 1979, Готвальдов, ЧССР — 7 вересня 2011, Ярославль, Росія) — чеський хокеїст, захисник.
Вихованець хокейної школи ХК «Злін». Виступав за ХК «Злін», ХК «Простейов», «Гранд-Рапідс Гріффінс» (АХЛ), «Оттава Сенаторс», «Локомотив» (Ярославль), «Бірмінгем Сенаторс» (АХЛ), «Нью-Йорк Рейнджерс», «Орлі» (Зноймо), «Нью-Джерсі Девілс», «Динамо» (Москва), «Локомотив» (Ярославль).
У складі національної збірної Чехії учасник чемпіонатів світу 2009, 2010 і 2011. У складі молодіжної збірної Чехії учасник чемпіонату світу 1999. У складі юніорської збірної Чехії учасник чемпіонату Європи 1997.
Чемпіон світу (2010), бронзовий призер (2011). Срібний призер чемпіонату Чехії (1999). Бронзовий призер чемпіонату Росії (2005). Учасник матчу усіх зірок КХЛ (2009, 2010).
Загинув 7 вересня 2011 року в авіакатастрофі літака Як-42, що сталася під Ярославлем.